# Saison 2 de Flash
Chronologie
Saison 1 Saison 3
La deuxième saison de Flash (The Flash), série télévisée américaine, est constituée de vingt-trois épisodeset a été diffusée du 6 octobre 2015 au 24 mai 2016 sur The CW, aux États-Unis. L'intrigue suit Barry Allen / Flash avec son équipe et leur découverte d'un univers parallèle, nommé Terre-II.

## Synopsis
Le voyage dans le temps de Barry a créé un portail vers une Terre alternative (appelée Terre-II), où ils ont tous un alter-ego. Dans cet univers, vit Zoom, un tueur en série possédant les mêmes pouvoirs que Barry et prêt à tout pour être l'homme le plus rapide de l'univers ; il décide d'envoyer plusieurs méta-humains pour tuer Barry. Heureusement, ce dernier peut toujours compter sur Cisco, Caitlin, Iris et Joe pour l'aider, mais aussi sur Jay Garrick, le Flash de la Terre-II.

## Distribution

### Acteurs principaux
- Grant Gustin (VF : Alexandre Gillet) : Barry Allen / Flash
- Candice Patton (VF : Jessica Monceau) : Iris West
- Danielle Panabaker (VF : Marie Diot) : Dr Caitlin Snow ; Caitlin Snow / Killer Frost (Terre-II)
- Carlos Valdes (VF : Antoine Schoumsky) : Cisco Ramon / Vibe ; Cisco Ramon / Reverb (Terre-II)
- Tom Cavanagh (VF : Serge Faliu) : Dr Harrison « Harry » Wells (Terre-II) ; Eobard Thawne / Reverse-Flash (épisode 17)
- Jesse L. Martin (VF : Frantz Confiac) : le lieutenant Joe West
- Keiynan Lonsdale (VF : Alex Fondja) : Wally West (à partir de l'épisode 9)

### Acteurs récurrents
- Teddy Sears (VF : Emmanuel Lemire) : Le faux Jay Garrick / Flash ; Hunter Zolomon / Zoom (Terre-II) (18 épisodes)
- Tony Todd (VF : Michel Vigné) : Zoom (14 épisodes, voix uniquement)
- Violett Beane (VF : Alexandra Ansidei) : Jesse Chambers Wells / Jesse Quick (en) (12 épisodes)
- Shantel VanSanten (VF : Alexandra Garijo) : Patty Spivot (en) (10 épisodes)
- Patrick Sabongui (en) (VF : Nessym Guetat) : le capitaine David Singh (7 épisodes)
- John Wesley Shipp (VF : Philippe Catoire) : Henry Allen ; Jay Garrick / Flash (Terre-III) (7 épisodes)
- Victor Garber (VF : Gabriel Le Doze) : Martin Stein / Firestorm (4 épisodes)
- Vanessa A. Williams (VF : Françoise Vallon) : Francine West (4 épisodes)
- Ciara Renée (VF : Olivia Dalric) : Kendra Sanders / Hawkgirl (3 épisodes)
- Wentworth Miller (VF : Xavier Fagnon) : Leonard Snart / Captain Cold (3 épisodes - récurrence à travers les saisons)

### Invités
- Rick Cosnett (VF : Axel Kiener) : Eddie Thawne (épisodes 1 et 17)
- Robbie Amell (VF : Anatole de Bodinat) : Ronnie Raymond / Firestorm (épisode 1) ; Ronnie Raymond / Deathstorm (Terre-II) (épisode 13)
- Adam Copeland (VF : Frédéric Souterelle) : Albert « Al » Rothstein / Atom Smasher (Terre-II) (épisode 1)
- Dominic Purcell (VF : Éric Aubrahn) : Mick Rory / Heat Wave (épisode 1)
- Michael Ironside (VF : Philippe Dumond) : Lewis Snart (épisode 3)
- Peyton List (VF : Stéphanie Hédin) : Lisa Snart / Golden Glider (en) (épisode 3)
- Amanda Pays (VF : Véronique Augereau) : Dr Tina McGee (épisodes 4, 11 et 22)
- Franz Drameh (VF : Eilias Changuel) : Jefferson « Jax » Jackson / Firestorm (épisode 4)
- Demore Barnes (VF : Jean-Baptiste Anoumon) : Henry Hewitt / Tokamak (en) (épisode 4)
- Malese Jow (VF : Olivia Luccioni) : Linda Park ; Linda Park / Dr Light (Terre-II) (épisodes 5 et 6)
- David Sobolov (en)  : Gorilla Grodd (voix - épisode 7)
- Casper Crump (VF : Jérémie Covillault) : Vandal Savage (épisode 8)
- Falk Hentschel (VF : Marc Arnaud) : Carter Hall / Hawkman (épisode 8)
- Mark Hamill (VF : Dominique Collignon-Maurin) : James Jesse / The Trickster (épisode 9)
- Liam McIntyre (VF : Raphaël Cohen) : Mark Mardon / The Weather Wizard (épisode 9)
- Matt Letscher (VF : François Raison) : Eobard Thawne / Reverse-Flash (épisodes 10 et 11)
- Morena Baccarin (VF : Catherine Le Hénan) : Gideon (voix uniquement, épisodes 10 et 11)
- Aaron Douglas (VF : Olivier Cordina) : La Tortue (épisode 10)
- Marco Grazzini (en) (VF : Thibaut Belfodil) : Joey Monteleone / Asphalte (épisode 12)
- Michael Rowe (VF : François Tavares) : Floyd Lawton (Terre-II) (épisode 13)
- Adam Stafford : Adam Fells / Geomancer (en) (épisodes 13 et 14)
- Tone Bell (en) (VF : Thibaut Lacour) : Scott Evans, le nouveau patron d'Iris (épisodes 14 et 16)
- Allison Paige (en) : Eliza Harmon / Trajectory (épisode 16)
- Andy Mientus (en) (VF : Alexis Tomassian) : Hartley Rathaway / Pied Piper (épisode 17)

### Invités des séries du même univers
- Stephen Amell (VF : Sylvain Agaësse) : Oliver Queen / Green Arrow (épisode 8)
- David Ramsey (VF : Namakan Koné) : John Diggle (épisodes 8 et 15)
- Emily Bett Rickards (VF : Aurore Bonjour) : Felicity Smoak (épisode 8)
- Willa Holland (VF : Kelly Marot) : Thea Dearden Queen / Speedy (épisode 8)
- John Barrowman (VF : Pierre-François Pistorio) : Malcolm Merlyn / Ra's al Ghul (épisode 8)
- Neal McDonough (VF : Bruno Dubernat) : Damian Darhk (épisode 8)
- Anna Hopkins (VF : Olivia Nicosia) : Samantha Clayton (épisode 8)
- Jack Moore : William, le fils d'Oliver (épisode 8)
- Melissa Benoist : Kara Danvers / Supergirl (épisode 13)
- Joseph David-Jones : Connor Hawke (épisode 13)
- Johnathon Schaech : Jonah Hex (épisode 13)
- Audrey Marie Anderson (VF : Anne Massoteau) : Lyla Michaels (épisode 15)
- Katie Cassidy (VF : Anne Tilloy) : Laurel Lance / Black Siren (en) (Terre-II) (épisode 22)

## Production

### Développement
Le 11 janvier 2015, la série a été renouvelée pour une deuxième saison.
En janvier 2016, il est annoncé que Kevin Smith réalisera un épisode.

### Casting
En juin 2015, un choix entre plusieurs actrices est en cours pour l'attribution du rôle de Patty Spivot, intérêt romantique de Barry pour la deuxième saison.
En juillet 2015, Teddy Sears a obtenu le rôle récurrent de Jay Garrick / Flash de Terre-II, Shantel VanSanten celui de Patty Spivot, la nouvelle partenaire de Joe et future petite-amie de Barry puis Michael Ironside et le catcheur Adam Copeland (Atom Smasher, un meta-humain redoutable doué d'une force surhumaine et capable de grandir) ont obtenu un rôle le temps d'un épisode lors de cette saison.
En août 2015, Keiynan Lonsdale a obtenu le rôle principal de Wally West, Demore Barnes, le rôle d'invité de Tokamak et Violett Beane celui de Jesse Wells / Jesse Quick (en), ainsi que Tony Todd pour être la voix de Zoom lors de cette saison.
En octobre 2015, Neal McDonough reprendra son rôle du vilain Damian Darkh de la série Arrow le temps d'un épisode, Peyton List, celui de Lisa Snart / Golden Glider (en) lors de l'épisode 3, ainsi que l'acteur Robbie Amell, celui de Ronnie Raymond / Firestorm lors du premier épisode.
En décembre 2015, Marco Grazzini a obtenu le rôle de Joey Montelone / Tar Pit, un méta-humain vengeur ayant la capacité de se transformer en asphalte fondu, Tone Bell (en), celui de Scott Evans, le nouveau patron d'Iris et Adam Stafford, celui d'Adam Fells / Geomancer (en). Le même mois, Matt Letscher est annoncé pour reprendre son rôle de Eobart Thawne / Nega-Flash dans l'épisode 11.
En janvier 2016, Robbie Amell est annoncé dans le rôle de Deathstorm provenant de la Terre-II. Le même mois, il est annoncé que David Ramsey (Diggle) et Audrey Marie Anderson (Lyla), de la série Arrow, apparaîtront dans l'épisode 15 pour aider Barry à combattre King Shark, échappé de l'ARGUS et déterminé à détruire Flash, Aaron Douglas apparaîtra dans le rôle de The Turtle le temps d'un épisode, et Allison Paige (en) a obtenu le rôle de d'Eliza Harman alias Trajectory, la première Speedster féminin qui sera introduit lors du 16e épisode.
En février 2016, le retour d'Andy Mientus est annoncé dans son rôle du méta-humain Hartley Rathaway / Pied Piper dans l'épisode 17.
En avril 2016, l'actrice Katie Cassidy apparaîtra dans l'épisode 22 de cette saison où elle y interprétera le rôle de Black Siren de Terre-II.

### Diffusions
Aux États-Unis, la saison a été diffusée en simultané du 6 octobre 2015 au 24 mai 2016 sur The CW et sur CTV au Canada.
La diffusion francophone se déroule ainsi :
En France, la saison a été diffusée du 11 juillet 2016 au 20 septembre 2016 sur TF1 ;
Au Québec, mise en ligne depuis le 19 août 2016 sur Club Illico ;
Toutefois, elle reste inédite dans les autres pays francophones.

## Liste des épisodes
1. L'homme qui a sauvé Central City
2. L'Autre Monde
3. Pression familiale
4. Le Nouveau Candidat
5. Un retour inattendu
6. Le Face-à-face
7. Gare au gorille
8. Les Légendes d'aujourd'hui
9. Encore plus fort
10. Course au ralenti
11. Un seul et unique
12. Les Pleins Pouvoirs
13. Bienvenue sur Terre-2
14. La Dernière Brèche
15. King Shark
16. L'Éclair bleu
17. Flash-back
18. L'Affrontement
19. Un héros ordinaire
20. Rupture
21. La Vitesse Pure
22. Invincible
23. Le Duel

### Épisode 1:L'homme qui a sauvé Central City
- États-Unis /  Canada : 6 octobre 2015[26] sur The CW / CTV
- France : 11 juillet 2016 sur TF1[25]
- Québec : 19 août 2016 sur Club Illico[réf. nécessaire]

- États-Unis : 3,58 millions de téléspectateurs[27] (première diffusion)
- Canada : 2,01 millions de téléspectateurs[28] (première diffusion + différé 7 jours)
- France : 1,49 million de téléspectateurs[29] (première diffusion)

- Adam Copeland (Al Ruthstein / Atom Smasher)
- Robbie Amell (Ronnie Raymond)
- Rick Cosnett (Eddie Thawne)

- Pour attirer le méta-humain dans un piège, Flash éclaire le ciel avec son logo grâce à un projecteur. Quand Caitlin demande à Cisco où il a eu cette idée, celui-ci répond l'avoir lu dans une BD[30]. Bien que Cisco n'affirme pas la référence, la scène laisse penser à la méthode qu'emploie Batman avec son bat-signal.[réf. nécessaire]

### Épisode 2:L'Autre Monde
- États-Unis /  Canada : 13 octobre 2015 sur The CW / CTV
- France : 11 juillet 2016 sur TF1[25]
- Québec : 19 août 2016 sur Club Illico

- États-Unis : 3,49 millions de téléspectateurs[31] (première diffusion)
- Canada : 1,69 million de téléspectateurs[32] (première diffusion + différé 7 jours)
- France : 1,04 million de téléspectateurs[29] (première diffusion)

- Dans l'épisode, il est dit qu'il y a 52 singularités. Ceci est une référence à l'événement Renaissance DC (The New 52), événement où 52 comics ont repris au numéro 1.[réf. nécessaire]

### Épisode 3:Pression familiale
- États-Unis /  Canada : 20 octobre 2015 sur The CW / CTV
- France : 18 juillet 2016 sur TF1
- Québec : 19 août 2016 sur Club Illico

- États-Unis : 3,47 millions de téléspectateurs[33] (première diffusion)
- Canada : 1,78 million de téléspectateurs[34] (première diffusion + différé 7 jours)
- France : 1,42 million de téléspectateurs[29] (première diffusion)

- Michael Ironside (Lewis Snart)
- Peyton List (Lisa Snart / Golden Glider)

- Barry parle d'un diamant appartenant à la famille Kahndaq. Il s'agit d'une référence au pays de Black Adam.[réf. nécessaire]

### Épisode 4:Le Nouveau Candidat
- États-Unis /  Canada : 27 octobre 2015 sur The CW / CTV
- France : 18 juillet 2016 sur TF1
- Québec : 19 août 2016 sur Club Illico

- États-Unis : 3,43 millions de téléspectateurs[35] (première diffusion)
- Canada : 1,85 million de téléspectateurs[36] (première diffusion + différé 7 jours)
- France : 982 000 téléspectateurs[29] (première diffusion)

- Amanda Pays (Dr Tina McGee)
- Franz Drameh (Jefferson « Jax » Jackson / Firestorm)
- Demore Barnes (Dr Henry Hewitt / Tokamak)

### Épisode 5:Un retour inattendu
- États-Unis /  Canada : 3 novembre 2015 sur The CW / CTV
- France : 25 juillet 2016 sur TF1
- Québec : 19 août 2016 sur Club Illico

- États-Unis : 3,87 millions de téléspectateurs[37] (première diffusion)
- Canada : 1,88 million de téléspectateurs[38] (première diffusion + différé 7 jours)
- France : 1,6 million de téléspectateurs[39] (première diffusion)

- Malese Jow (Linda Park (en) / Dr Light)
- Ciara Renée (Kendra Saunders)
- Teddy Sears (Jay Garrick)
- Violett Beane (Jesse Wells)
- Tom Butler (Eric Larkin)

- Dans l'épisode Jay Garrick, lors d'une discussion avec Caitlin, dit qu'Atlantide existe et qu'il connaît son dirigeant. Il s'agit d'une référence à Aquaman puisqu'il en est le roi[40], à Gardner Fox puisqu'avec Fred Guardineer (en) ils sont les premiers créateurs dans l'Univers DC de l'Atlantide (Action Comics #18, novembre 1939) et également à Gardner Fox avec Harry Lampert, qui sont les créateurs du premier Flash / Jay Garrick.[réf. nécessaire]
- Apparition du Doctor Light créée par Marv Wolfman et George Perez en 1985.[réf. nécessaire]

### Épisode 6:Le Face-à-face
- États-Unis /  Canada : 10 novembre 2015 sur The CW / CTV
- France : 25 juillet 2016 sur TF1
- Québec : 19 août 2016 sur Club Illico

- États-Unis : 3,63 millions de téléspectateurs[41] (première diffusion)
- Canada : 2 millions de téléspectateurs[42] (première diffusion + différé 7 jours)
- France : 1,1 million de téléspectateurs[39] (première diffusion)

- Malese Jow (Linda Park (en) / Dr Light)

- À la fin de l'épisode Cisco mentionne la ville de Coast City (en). Cela est une nouvelle référence à Green Lantern puisqu'il s'agit de la ville de Hal Jordan.[réf. nécessaire]

### Épisode 7:Gare au gorille
- États-Unis /  Canada : 17 novembre 2015 sur The CW / CTV
- France : 1er aout 2016 sur TF1
- Québec : 19 août 2016 sur Club Illico

- États-Unis : 3,46 millions de téléspectateurs[43] (première diffusion)
- Canada : 1,93 million de téléspectateurs[44] (première diffusion + différé 7 jours)
- France : 1,44 million de téléspectateurs[45] (première diffusion)

### Épisode 8:Les Légendes d'aujourd'hui
- États-Unis /  Canada : 1er décembre 2015 sur The CW / CTV
- France : 1er aout 2016 sur TF1
- Québec : 19 août 2016 sur Club Illico

- États-Unis : 3,94 millions de téléspectateurs[46] (première diffusion)
- Canada : 1,998 million de téléspectateurs[47] (première diffusion + différé 7 jours)
- France : 1,09 million de téléspectateurs[45] (première diffusion)

- Stephen Amell (Oliver Queen / Green Arrow)
- David Ramsey (John Diggle)
- Willa Holland (Thea Queen / Speedy)
- Emily Bett Rickards (Felicity Smoak)
- John Barrowman (Malcolm Merlyn / Ra's al Ghul)
- Casper Crump (Vandal Savage)
- Falk Hentschel (Carter Hall / Hawkman)
- Ciara Renée (Kendra Saunders / Hawkgirl)
- Neal McDonough (Damian Darhk)
- Anna Hopkins (Samantha Clayton)

- Cet épisode est la première partie d'un crossover qui se conclut dans l'épisode 8 de la quatrième saison d’Arrow (Heroes Join Forces).
- Le titre de cet épisode est une référence à la nouvelle série dérivée des séries télévisées Arrow et Flash, Legends of Tomorrow.[réf. nécessaire] Cet épisode introduira notamment des personnages de cette nouvelle série télévisée.[réf. nécessaire]

### Épisode 9:Encore plus fort
- États-Unis /  Canada : 8 décembre 2015 sur The CW / CTV
- France : 8 aout 2016 sur TF1
- Québec : 19 août 2016 sur Club Illico

- États-Unis : 3,55 millions de téléspectateurs[48] (première diffusion)
- Canada : 1,82 million de téléspectateurs[49] (première diffusion + différé 7 jours)
- France : 1,14 million de téléspectateurs[50] (première diffusion)

- Keiynan Lonsdale : Wally West
- Mark Hamill (James Jesse / The Trickster)
- Liam McIntyre (Mark Mardon / The Weather Wizard)

- Cet épisode est le dernier avant la pause hivernale aux États-Unis.

### Épisode 10:Course au ralenti
- États-Unis /  Canada : 19 janvier 2016 sur The CW[51] / CTV
- France : 8 aout 2016 sur TF1
- Québec : 19 août 2016 sur Club Illico

- États-Unis : 3,41 millions de téléspectateurs[52] (première diffusion)
- Canada : 1,9 million de téléspectateurs[53] (première diffusion + différé 7 jours)
- France : 863 000 téléspectateurs[50] (première diffusion)

- Aaron Douglas (la Tortue)

Cisco a enfin repéré un méta-humain qu'il recherche depuis plusieurs semaines : la Tortue, un cambrioleur capable de générer un champ absorbant l'énergie cinétique, figeant tout objet à l'intérieur. Il y voit la clé pour piéger Zoom : au lieu d'augmenter la vitesse de Barry, ils vont ralentir Zoom. La première fois que Barry essaie de l’attraper, il échoue et une bague précieuse est volée. Sa relation avec Patty devient sérieuse et Barry hésite à lui révéler qu'il est Flash. Ses amis le soutiennent, sauf Harrison Wells, qui craint que cela n'en fasse une cible pour Zoom.
Barry tente de lui révéler la vérité lors d'une soirée où un tableau que la Tortue pourrait voler sera exposé. La Tortue finit par menacer la vie de Patty dans sa fuite et Flash doit intervenir. Patty force Barry à décider de l'avenir de leur relation, mais elle est enlevée et Barry doit prendre autant d'élan que possible pour le stopper avant que le voleur ne la tue. Alors que l’affaire semble régler, Patty apprend qu'une formation pour être technicienne se libère et elle va pour cela quitter Central City. Pendant ce temps, Joe essaie de connaitre Wally et découvre qu'il participe à des courses de rue pour payer les soins de sa mère et Caitlin découvre que Jay est malade.
- Dans l'épisode la Tortue mentionne le nom de Rosaline. Ce nom est très proche d'un personnage de la série télévisée Battlestar Galactica (Laura Roslyn), dans laquelle joue également Aaron Douglas.

### Épisode 11:Un seul et unique
- États-Unis /  Canada : 26 janvier 2016 sur The CW / CTV
- France : 15 aout 2016 sur TF1
- Québec : 19 août 2016 sur Club Illico

- États-Unis : 3,71 millions de téléspectateurs[54] (première diffusion)
- Canada : 1,79 million de téléspectateurs[55] (première diffusion + différé 7 jours)
- France : 1,05 million de téléspectateurs[56] (première diffusion)

- Matt Letscher (Eobard Thawne / Nega-Flash)
- Amanda Pays (Docteur Tina McGee)
- Vanessa Williams (Francine West)

### Épisode 12:Les Pleins Pouvoirs
- États-Unis /  Canada : 2 février 2016 sur The CW / CTV
- France : 15 aout 2016 sur TF1
- Québec : 19 août 2016 sur Club Illico

- États-Unis : 3,66 millions de téléspectateurs[57] (première diffusion)
- Canada : 1,89 million de téléspectateurs[58] (première diffusion + différé 7 jours)
- France : 750 000 téléspectateurs[56] (première diffusion)

- Teach Grant (Clark Bronwen)
- Marco Grazzini (Joey Monteleone / Asphalte)
- Mathias Rematal (Daniel Burge)
- Sean Owen Roberts (Clay Stanley)

### Épisode 13:Bienvenue sur Terre-2
- États-Unis /  Canada : 9 février 2016 sur The CW / CTV
- France : 22 aout 2016 sur TF1
- Québec : 19 août 2016 sur Club Illico

- États-Unis : 3,96 millions de téléspectateurs[59] (première diffusion)
- Canada : 1,78 million de téléspectateurs[60] (première diffusion + différé 7 jours)
- France : 1,31 million de téléspectateurs[61] (première diffusion)

- Robbie Amell (Ronnie Raymond / Deathstorm (Terre-II))
- Adam Stafford (Adam Fells / Geomancer)
- Michael Rowe (Floyd Lawton)

Barry, Cisco et Wells se rendent sur Terre-II par la seule brèche qu'ils ont laissé ouverte, celle de STAR Labs. Mais en traversant la brèche, le dispositif la stabilisant est endommagé, empêchant un retour simple. Barry et Cisco l'ignorent et découvrent l'autre version de Central City : Wells est toujours à la tête de STAR Labs, seul espoir de contrer le règne de terreur de Zoom et ses deux lieutenants, Killer Frost et Deathstorm, les doubles de Caitlin et Ronnie. Barry décide de se faire passer pour son double, découvrant qu'il est marié à Iris et que Joe est un chanteur de bar qui déteste son gendre. La rumeur d'un autre supersonique court et Killer Frost et Deathstorm sont chargés de le retrouver. Barry parvient à les mettre en déroute mais Joe est mortellement blessé. Pendant ce temps, un méta-humain apparaît dans le Central City de Terre-I et le seul espoir serait que Jay Garrick reprenne du Velocity-6, or Jay sait que c'est cela qui l'empoisonne et bloque sa vitesse. Caitlin met donc au point une formule de Velocity-7, qui permet à Jay de retrouver pendant un temps sa vitesse.
- Michael Rowe reprend ici le rôle de Floyd Lawton, alias Deadshot, qu'il avait déjà tenu dans plusieurs épisodes de la série Arrow.
- Quand Barry, Cisco et Wells se rendent sur Terre-II par la brèche, il est possible de voir des images de Green Arrow, de John Wesley Shipp dans son costume rouge de Flash (série télévisée) de 1990, de Supergirl, provenant de la série de 2015 Supergirl (série télévisée), de Grodd, de Jonah Hex apparaissant dans la série Legends of Tomorrow...
- Une référence à Harry Potter est faite quand Barry met pour la première fois ses lunettes en disant « Ce n'est pas sorcier ».[réf. nécessaire]

### Épisode 14:La Dernière Brèche
- États-Unis /  Canada : 16 février 2016 sur The CW / CTV
- France : 22 aout 2016 sur TF1
- Québec : 19 août 2016 sur Club Illico

- États-Unis : 3,9 millions de téléspectateurs[62] (première diffusion)
- Canada : 1,63 million de téléspectateurs[63] (première diffusion + différé 7 jours)
- France : 857 000 téléspectateurs[61] (première diffusion)

- Adam Stafford (Adam Fell / Geomancer)

Zoom sème la terreur sur Central City de Terre-II et réclame qu'on lui livre le Dr Wells. Avec Cisco et le double de Barry, ils fuient STAR Labs et trouvent refuge au bureau de police où Iris a l'idée de trouver Killer Frost pour qu'elle les mène au repaire de Zoom. Frost résiste mais finit par accepter de les mener dans le repaire. Ils libèrent Jesse et Barry, mais Zoom apparait, forçant Frost à le retenir pendant que Barry permet leur fuite, devant laisser un mystérieux détenu masqué derrière eux.

### Épisode 15:King Shark
- États-Unis /  Canada : 23 février 2016 sur The CW / CTV
- Québec : 19 août 2016 sur Club Illico
- France : 29 août 2016 sur TF1

- États-Unis : 3,8 millions de téléspectateurs[64] (première diffusion)
- Canada : 1,7 million de téléspectateurs[65] (première diffusion + différé 7 jours)
- France : 1,23 million de téléspectateurs[66] (première diffusion)

- Audrey Marie Anderson (Lyla Michaels)
- David Hayter (King Shark)
- David Ramsey (John Diggle)

### Épisode 16:L'Éclair bleu
- États-Unis /  Canada : 22 mars 2016 sur The CW / CTV
- France : 29 aout 2016 sur TF1
- Québec : 19 août 2016 sur Club Illico

- États-Unis : 3 millions de téléspectateurs[67] (première diffusion)
- Canada : 1,84 million de téléspectateurs[68] (première diffusion + différé 7 jours)
- France : 827 000 téléspectateurs[66] (première diffusion)

- Allison Paige (Eliza Harmon / Trajectory)

L'équipe Flash met au point de nouveaux tests pour former Barry à aller plus vite et atteindre la vitesse de Zoom. Mais devant le manque de résultats, ils décident de faire une pause pour décompresser. Alors qu'ils sont dans un club, un autre speedster arrive et vole tout le monde avant de fuir. Comme le nouveau coureur est plus rapide que Barry, Caitlin en vient à soupçonner Eliza Harmon, une employée de Mercury Labs qui l'a aidé à mettre au point le Velocity-9, mais la substance agit comme une drogue sur elle. Opérant sous le nom de « Trajectory », elle envahit S.T.A.R. Labs, emprisonne Barry, et exige plus de V-9, sans quoi elle est prête à tuer Jesse. Le Dr Wells et Caitlin produisent donc du V-9 pour Eliza, qui s'enfuit après avoir obtenu ce qu'elle voulait. 
- Lors d'une scène, Eliza Harmon fait une remarque à propos de la visite que Joe West et Caitlin lui rendent à Mercury Labs : ceci fait référence à la série New York, police judiciaire dans laquelle l'acteur Jesse L. Martin interprétait l'inspecteur Ed Green.

### Épisode 17:Flash-back
- États-Unis /  Canada : 29 mars 2016 sur The CW / CTV
- France : 5 septembre 2016 sur TF1
- Québec : 19 août 2016 sur Club Illico

- États-Unis : 3,39 millions de téléspectateurs[69] (première diffusion)
- Canada : 1,75 million de téléspectateurs[70] (première diffusion + différé 7 jours)
- France : 1,07 million de téléspectateurs (première diffusion)

- Andy Mientus (Hartley Rathaway / Pied Piper)
- Rick Cosnett (Eddie Thawne)

### Épisode 18:L'Affrontement
- États-Unis /  Canada : 19 avril 2016 sur The CW[71] / CTV
- France : 5 septembre 2016 sur TF1
- Québec : 19 août 2016 sur Club Illico

- États-Unis : 3,03 millions de téléspectateurs[72] (première diffusion)
- Canada : 1,56 million de téléspectateurs[73] (première diffusion + différé 7 jours)

- Dans cet épisode, Barry va sur une autre Terre, celle de la série télévisée Supergirl[74], mais aucune référence n'est faite.

### Épisode 19:Un héros ordinaire
- États-Unis /  Canada : 26 avril 2016 sur The CW / CTV
- France : 12 septembre 2016 sur TF1
- Québec : 19 août 2016 sur Club Illico

- États-Unis : 3,39 millions de téléspectateurs[75] (première diffusion)
- Canada : 1,79 million de téléspectateurs[76] (première diffusion + différé 7 jours)
- France : 1,06 million de téléspectateurs[77] (première diffusion)

- Haig Sutherland (Griffin Grey)
- Merren MacMahon (Johanna)

Barry a perdu sa vitesse et doit se réadapter à sa condition de simple humain. Harrison Wells, qui a trouvé le moyen de pister sa fille Jesse, se fait enlever par Griffin Grey, un méta-humain qui possède force et résistance au prix d'un vieillissement accéléré et qui prend le docteur pour Eobard Thawne. Grey veut un remède à sa condition, une chose que Wells est incapable de lui donner. Barry essaie de retrouver Wells avec l’aide de Cisco et Jesse, qui parvient à remplacer Caitlin dans l'équipe. 

### Épisode 20:Rupture
- États-Unis /  Canada : 3 mai 2016 sur The CW / CTV
- France : 12 septembre 2016 sur TF1
- Québec : 19 août 2016 sur Club Illico

- États-Unis : 3,34 millions de téléspectateurs[78] (première diffusion)
- Canada : 1,52 million de téléspectateurs[79] (première diffusion + différé 7 jours)
- France : 650 000 téléspectateurs[77] (première diffusion)

- Nicholas Gonzalez (Dante Ramon / Rupture)

Zoom est de retour sur Terre-I, décidé à conquérir une nouvelle planète. Pour l'arrêter, Wells veut recréer une explosion dans l’accélérateur de particules, mais contenue afin de ne permettre qu'à Barry de retrouver sa vitesse. Le plan est très dangereux et Barry a des doutes. Quant à Henry (de retour à Central City), il ne veut pas voir son fils risquer sa vie, tandis que Joe pense qu’il peut le faire. Iris avoue à Barry qu'elle est enfin prête à envisager un avenir à ses côtés.

### Épisode 21:La Vitesse Pure
- États-Unis /  Canada : 10 mai 2016 sur The CW / CTV
- France : 19 septembre 2016 sur TF1
- Québec : 19 août 2016 sur Club Illico

- États-Unis : 3,52 millions de téléspectateurs[80] (première diffusion)
- Canada : 1,77 million de téléspectateurs[81] (première diffusion + différé 7 jours)
- France : 1,03 million de téléspectateurs[82] (première diffusion)

- Greg Finley (Tony Woodward / Girder)

### Épisode 22:Invincible
- États-Unis /  Canada : 17 mai 2016 sur The CW / CTV
- France : 20 septembre 2016 sur TF1
- Québec : 19 août 2016 sur Club Illico

- États-Unis : 3,37 millions de téléspectateurs[83] (première diffusion)
- Canada : 1,81 million de téléspectateurs[84] (première diffusion + différé 7 jours)
- France : 666 000 téléspectateurs[82] (première diffusion)

- Amanda Pays (Dr Tina McGee)
- Katie Cassidy (Laurel Lance / Black Siren (en) (Terre-II))

### Épisode 23:Le Duel
- États-Unis /  Canada : 24 mai 2016 sur The CW[85] / CTV
- France : 20 septembre 2016 sur TF1
- Québec : 19 août 2016 sur Club Illico

- États-Unis : 3,35 millions de téléspectateurs[86] (première diffusion)
- Canada : 1,81 million de téléspectateurs[87] (première diffusion + différé 7 jours)
- France : 468 000 téléspectateurs[82] (première diffusion)

La mort de Henry Allen bouleverse Barry mais malgré sa fureur, il est toujours trop lent pour contrer Zoom. Après les funérailles, Zoom revient le narguer et le défier : il veut une course entre eux deux afin de désigner qui est le plus rapide une bonne fois pour toutes. Wells comprend vite le plan de Zoom, qui veut utiliser l'énergie combinée des deux coureurs pour activer un magnétar et détruire le multivers. Barry se dit prêt à courir et gagner mais Joe tente de l'en dissuader avant que Wells n'assomme Barry et l’enferme. Plutôt que de risquer la destruction du multivers, Wells veut simplement renvoyer Zoom sur Terre-II en lui tendant un piège. Les événements tournent mal et Joe est renvoyé sur Terre-II avec Zoom. Wally décide donc de libérer Barry pour que la course ait lieu.
Zoom raconte entretemps son histoire à Joe : à la suite de l'explosion, il a conquis Terre-II mais il avait encore soif de vitesse et a créé le V-9 puis, lorsque la drogue l'a privé de sa vitesse, il a volé la vitesse au véritable Jay Garrick, le Flash de Terre-III, qu'il garde prisonnier sous son masque. Il a alors réalisé que Garrick représentait plus qu'un trophée. Commençant à s'ennuyer à force d'être Zoom, il a donc pris l'identité de Jay Garrick et son rôle de Flash pour avoir l'occasion d'être un héros.